# Herculis 2021
L'Herculis 2021 è stato la 35ª edizione del meeting, internazionale di atletica leggera che si è svolto presso lo Louis II a Fontvieille, quartiere del Principato di Monaco.
Il meeting si è svolto venerdì 9 luglio ed è stato la terza tappa circuito World Athletics della Diamond League 2021.

## Programma[1]
| # | Orario | Specialità         |
| - | ------ | ------------------ |
| 1 | 19:50  | Salto in alto      |
| 2 | 20:03  | 400 metri ostacoli |
| 3 | 20:32  | 1500 metri         |
| 4 | 20:49  | 3000 metri siepi   |
| 5 | 20:50  | Salto in lungo     |
| 6 | 21:06  | 800 metri          |
| 7 | 21:28  | 100 metri          |

| # | Orario | Specialità             |
| - | ------ | ---------------------- |
| 1 | 19:05  | Salto triplo           |
| 2 | 19:30  | Lancio del giavellotto |
| 3 | 19:35  | Salto con l'asta       |
| 4 | 20:18  | 800 metri piani        |
| 5 | 20:43  | 200 metri              |
| 6 | 21.16  | 1500 metri             |
| 7 | 21.36  | 3000 metri siepi       |

     Specialità valide per la Diamond League

## Risultati[2]

### Uomini
| Specialità     |                     | Prestazione | 2º classificato   | Prestazione | 3º classificato    | Prestazione |
| 100 m          | Ronnie Baker        | 9"91        | Akani Simbine     | 9"98        | Marcell Jacobs     | 9"99        |
| 800 m          | Nijel Amos          | 44"76       | Emmanuel Korir    | 45"80       | Marco Arop         | 45"93       |
| 1500 m         | Timothy Cheruiyot   | 3'28"28     | Mohamed Katir     | 3'28"76     | Jakob Ingebrigtsen | 3'29"25     |
| 3000 m siepi   | Lamecha Girma       | 8'07"75     | Abraham Kibiwott  | 8'07"81     | Djilali Bedrani    | 8'11"17     |
| 400 m ostacoli | Karsten Warholm     | 47"08       | Alison dos Santos | 47"51       | Rasmus Mägi        | 48"83       |
| Salto in alto  | Michail Akimenko    | 2.32 m      | Django Lovett     | 2.29 m      | Maksim Nedasekaŭ   | 2.25 m      |
| Salto in lungo | Miltiadīs Tentoglou | 8.24 m      | Tajay Gayle       | 8.29 m      | Thobias Montler    | 8.27 m      |

     Prestazione che stabilisce il nuovo record del meeting.

### Donne
| Specialità             |                     | Prestazione | 2º classificato    | Prestazione | 3º classificato         | Prestazione |
| 200 m                  | Shaunae Miller-Uibo | 22"23       | Marie-Josée Ta Lou | 22"25       | Shelly-Ann Fraser-Pryce | 22"48       |
| 800 m                  | Laura Muir          | 1'56"73     | Jemma Reekie       | 1'56"96     | Kate Grace              | 1'57"20     |
| 1500 m                 | Faith Kipyegon      | 3'51"07     | Sifan Hassan       | 3'53"60     | Freweyni Hailu          | 3'56"28     |
| 3000 m siepi           | Hyvin Kiyeng        | 9'03"82     | Beatrice Chepkoech | 9'04"94     | Winfred Yavi            | 9'05"45     |
| Salto con l'asta       | Katie Nageotte      | 4.90 m      | Anželika Sidorova  | 4.80 m      | Aikaterinī Stefanidī    | 4.80 m =    |
| Salto triplo           | Shanieka Ricketts   | 14.75 m     | Yulimar Rojas      | 15.12 m     | Patrícia Mamona         | 14.66 m     |
| Lancio del giavellotto | Barbora Špotáková   | 63.08 m     | Maria Andrejczyk   | 63.63 m     | Christin Hussong        | 61.65 m     |